# Beornwulf de Mercia
Beornwulf (fallecido en 826) fue rey de Mercia, reino ubicado en las midlands inglesas entre 823 y 826. Su corto reinado vio el fin de la supremacía de Mercia sobre el resto de los reinos de la Heptarquía inglesa

## Biografía
Un hombre llamado Beornwulf aparece mencionado como testigo en un diploma del rey Coenwulf de Mercia en 812 y en otro de Ceolwulf en 823, pero su posición en estos diplomas sugiere que no era de un rango especialmente elevado. Beornwulf derrocó a Ceolwulf I en 823.
En 825, Beornwulf marchó contra Wessex. Ambos ejércitos se encontraron en Ellandun (actual Wroughton cerca de Swindon en Wiltshire). La batalla concluyó con una desastrosa derrota merciana, y es vista por los historiadores como el fin de la supremacía de Mercia en Inglaterra. En 826, el hijo de Egberto de Wessex, Ethelwulfo invadió Kent y expulsó del trono a su rey Baldred, aliado de Mercia.
Ante estos acontecimientos, la hegemonía de Mercia sobre el sur de Inglaterra se debilitó rápidamente. Essex y Sussex se declararon leales a Egberto; y los Anglos Orientales solicitaron a Egberto su protección frente a Mercia ese mismo año. Beornwulf resultó muerto en una batalla contra estos anglos cuando intentaba sofocar la rebelión.
Beornwulf reconstruyó la abadía de San Pedro (posteriormente Catedral de Gloucester) y presidió dos sínodos en Clofesho (un lugar desconocido en las inmediaciones de Londres[cita requerida]) junto al arzobispo Wulfred de Canterbury, en 824 y 825. Un diploma de Kent, fechado en marzo de 826, en el tercer año de reinado de Beornwulf. nos indica que Beornwulf aún tenía autoridad en la zona en marzo de 826 – S1267. Sólo se conocen 25 ejemplares de monedas acuñadas durante su reinado.